# Iglesia de San Trófimo (Arlés)
La iglesia de san Trófimo es un edificio románico en la ciudad de Arlés (Francia). Se trata de uno de los lugares calificados como Patrimonio de la Humanidad por la Unesco, dentro del Sitio «Monumentos romanos y románicos de Arlés», en concreto, con el código de identificación 164-007.

## Historia
Construida en el siglo XII sobre el emplazamiento de una basílica anterior del siglo V, llamada de san Esteban; un coro gótico con deambulatorio añadido en el siglo XV, reemplazó los tres ábsides originales.
Esta antigua catedral, fue convertida en iglesia parroquial en 1801 y transformada en basílica menor en 1882 por el papa León XIII.
En el curso de su historia ha sido marco de diversos acontecimientos:
- 597: el 17 de noviembre, Agustín de Canterbury de regreso a Arlés, después de haber convertido al rey, la reina y a los principales oficiales de Inglaterra, es consagrado arzobispo de la iglesia de Inglaterra en san Trófimo por el arzobispo de Arlés, Virgili, entonces vicario de la Santa Sede en la Galia.
- 1152: el 29 de septiembre, Raimon de Montredon organiza el traslado de las reliquias de san Trófimo de los Alyscamps a la basílica de san Esteban, perdiendo probablemente entonces esta advocación en beneficio del actual de san Trófimo.
- 1178: el 30 de julio, tiene lugar la coronación del emperador del Sacro Imperio Romano Germánico, Federico I Barbarroja por el arzobispo Raimond de Bollène (1163-1182) de Arlés.
- 1365: el 4 de junio, Carlos IV, rey de Bohemia, se hace coronar como su predecesor Federico Barbarroja, rey de Arlés en la catedral de san Trófimo.
- 1445 a 1465: el ábside románico de la iglesia es reemplazado por un coro gótico.[1]
- 1801: Cuando el obispado se trasladó a Aix-en-Provence, San Trófimo fue reclasificada como una simple iglesia parroquial.
- 1882: Elevada al nivel de una basílica menor por el papa León XIII.
- 1981: Clasificada como lugar Patrimonio de la Humanidad por la Unesco.

## La iglesia

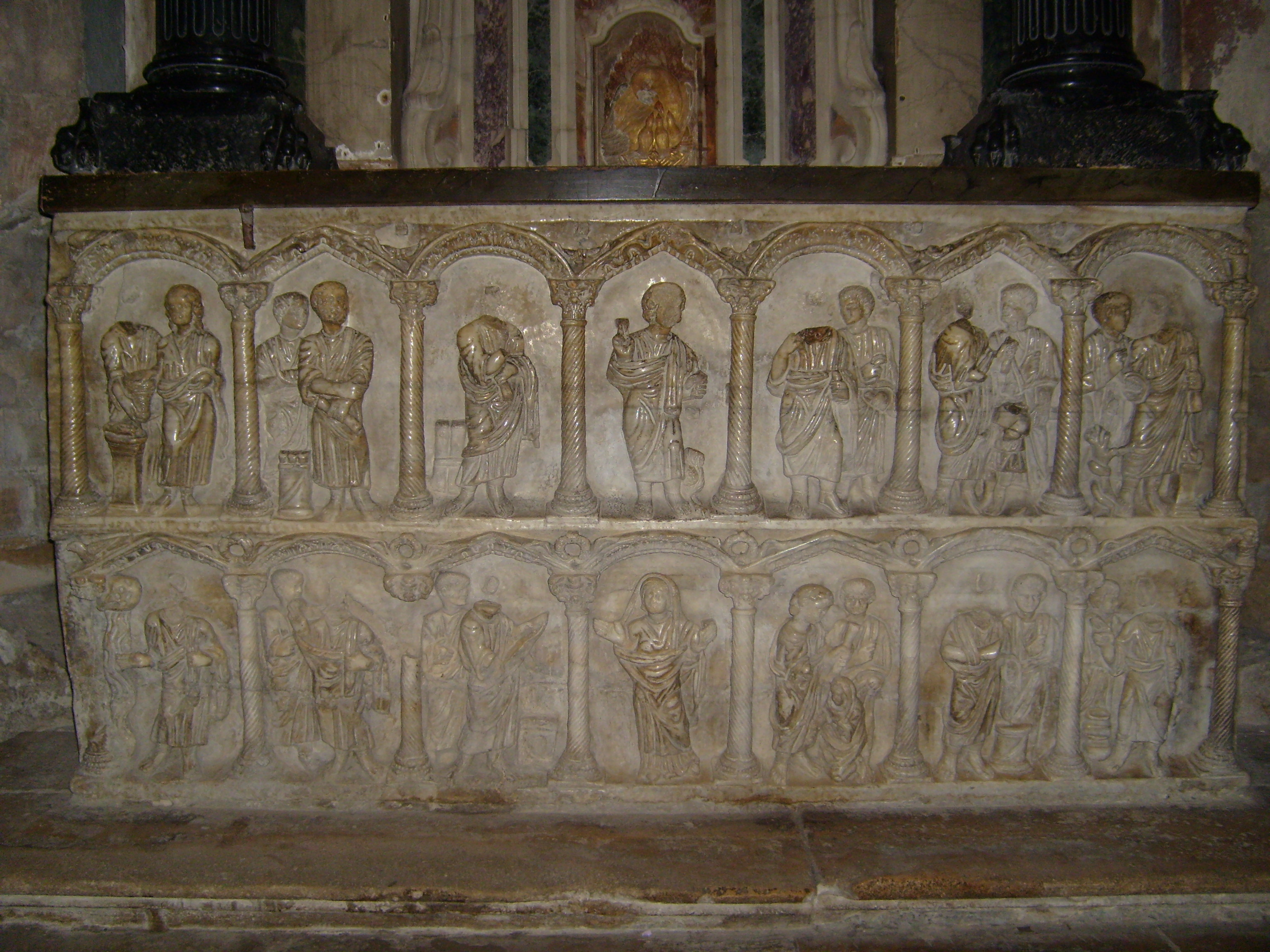
Sarcófago romano en la iglesia, en el que se afirma que se encuentran los restos de san Honorato.

Para la época en que se construyó la catedral, a finales del siglo XI o principios del siglo XII, Arlés era la segunda ciudad en tamaño de la Provenza, con una población entre 15 000 y 20 000 personas. Tenía un activo puerto sobre el río Ródano, y dos nuevas ciudades, a cada lado de la antigua ciudad romana, rodeadas por una muralla. Era, al menos, formalmente independiente como Reino de Arlés, y había atraído a muchas órdenes religiosas, incluyendo a los Caballeros Hospitalarios, los Caballeros Templarios y las órdenes mendicantes, que habían construido una serie de iglesias dentro de la ciudad.

El ábside y el transepto fueron probablemente lo primero en construirse, a finales del siglo XI, y la nave y el campanario fueron acabados en el segundo cuarto del siglo XII. La iglesia románica tenía una larga nave central de 20 metros de alto; las laterales eran más bajas; un transepto sostenía el campanario central cuadrado. Las ventanas son pequeñas y quedan en lo alto de la nave, por encima del nivel de las naves laterales.

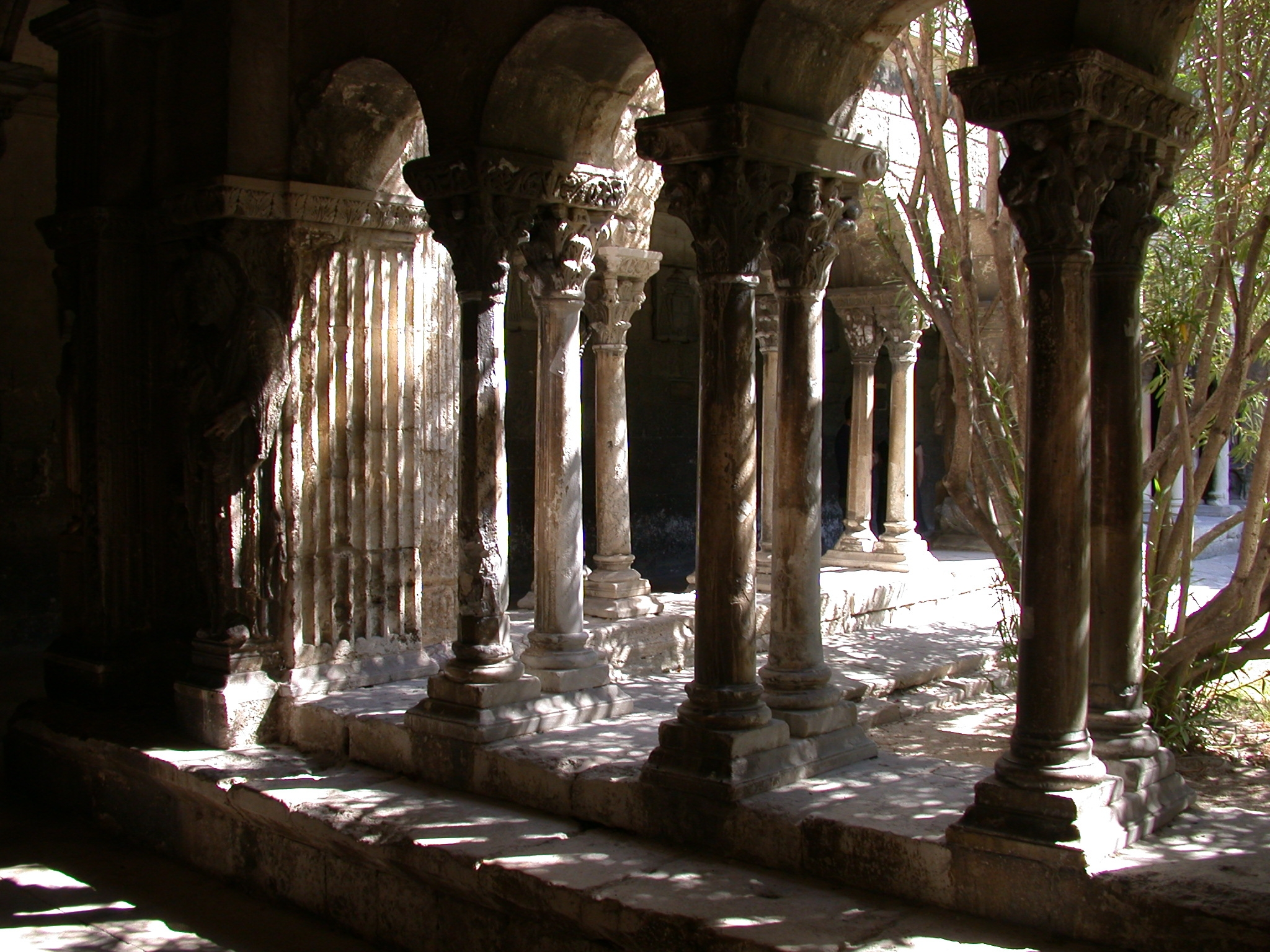
El claustro.

## El claustro
El claustro fue construido en la segunda mitad del siglo XII y la primera mitad del siglo XIII para el uso de los canónigos, los sacerdotes que atendían al obispo y manejaban la propiedad de la iglesia. Después de una reforma instituida por el papa Gregorio, a los canónigos se les exigió vivir como monjes, con un dormitorio común, refectorio y claustro dentro del recinto de la catedral, separado por un muro de la ciudad.
El refectorio, o comedor, se construyó primero, junto a la iglesia, junto con una sala capitular, o lugar de reuniones, para los canónigos. El dormitorio para los canónigos, una gran habitación abovedada en el lado oriental del claustro, se construyó después. El trabajo en el claustro comenzó con la galería septentrional, luego la oriental, que se acabaron en torno a los años 1210-1220. La decoración del claustro del siglo XII-XIV, está constituida por bellas esculturas en particular las de los capiteles y las de los magníficos pilares de la galería norte, completada a finales del siglo XII. Los de la galería este, a lo largo del comedor, evocan la vida de Cristo correspondiendo a inicios del siglo XIII.
Después de las dos primeras galerías, el trabajo se interrumpió de repente. La ciudad comenzó a decaer, marchando de la ciudad los condes de Provenza y la autoridad eclesiástica, además de que se vio afectada en el año 1348 por la Peste Negra que redujo drásticamente la población.

Por lo tanto, las galerías meridional y occidental no se construyeron hasta los años 1380 y 1390, ya en estilo gótico. La galería sur tiene los capiteles decorados con la vida de san Trófimo. La galería occidental presenta temas provenzales y bíblicos con santa Marta luchando contra el dragón.

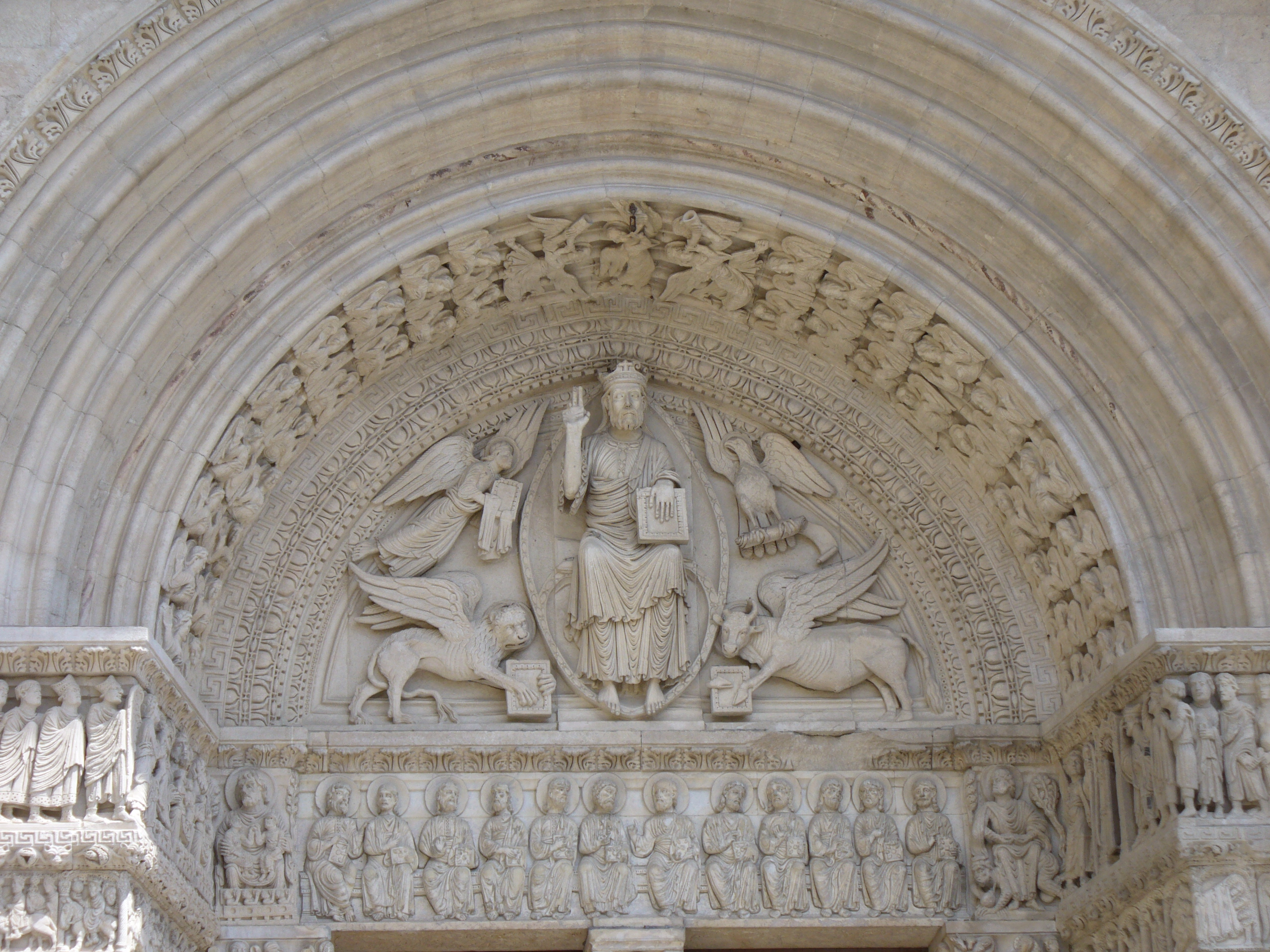
Tímpano del portal occidental.

## La portada occidental
La portada occidental es uno de los tesoros de la escultura románica, presentando la historia del Apocalipsis según San Juan y el Evangelio de San Mateo. Su portada está organizada como un arco de triunfo con la representación escultórica del Juicio Final. En el tímpano se encuentra un Maiestas Domini con Cristo enmarcado en una mandorla con los símbolos de las cuatro figuras del tetramorfos es decir los evangelistas: el ángel alado de San Mateo, el león alado de San Marcos, el toro alado de San Lucas y el águila de San Juan. En el friso del dintel están representados los apóstoles y en el friso que recorre toda la portada se encuentran esculpidos los condenados (a la derecha de la portada) y los elegidos (a la izquierda de la portada).
La decoración del pórtico incluye también una multitud de escenas bíblicas: la Anunciación, el Bautismo de Jesús, la Adoración de los Magos, los Reyes Magos ante Herodes, la matanza de los inocentes y los pastores con sus rebaños.
En un nivel inferior, separado por pilastras y columnas de piedra oscura, hay estatuas de santos conectadas con la historia de Arlés; a la izquierda, San Bartolomé, Santiago, San Trófimo, San Juan Evangelista y San Pedro; y a la derecha, San Felipe, Santiago el Justo, San Esteban, San Andrés y San Pablo.
Las bases de las columnas junto al portal están decoradas con estatuas de leones, Sansón y Dalila, y Sansón y el león.